# Кюмель-Ямаши
Кю́мель-Яма́ши (чув. Пӑва) — деревня в Вурнарском районе Чувашской Республики. Входит в состав Малояушского сельского поселения.

## География
Находится в центральной части Чувашии, на расстоянии приблизительно 9 км на север-северо-восток по прямой от районного центра поселка Вурнары.

## История
Известна с 1721 года, когда здесь было учтено 127 мужчин, в 1795 25 дворов и 254 жителя, в 1858 428 жителей, в 1906 году 143 двора и 756 жителей. В 1926 году учтено 175 дворов и 866 жителей. В 1939 было учтено 857 жителей, в 1979—573. В 2002 году было 167 дворов, в 2010—114 домохозяйств. В 1930 году был образован колхоз «Большевик», в 2010 действовало ООО "Агрофирма «Вурнарская».

## Население
Постоянное население составляло 388 человек (чуваши 97 %) в 2002 году, 354 в 2010.